# Båtsfjords kyrka
Båtsfjords kyrka (norska: Båtsfjord kirke) ligger i tätorten Båtsfjord i Båtsfjords kommun på Varangerhalvön i norra Norge.

## Kyrkobyggnaden
Kyrkan uppfördes år 1971 efter ritningar av arkitekt Hans Magnus.
Kyrkan består av ett långhus med öst-västlig orientering med kor i öster och ingång i väster. På höger sida on kyrkans ingång står ett kyrktorn. I kyrkorummet finns 300 sittplatser.
Kyrkorummets altartavla är en 85 kvadratmeter stor glasmålning utförd av Jardar Lunde. Glasmålningen kallas "Den syvfoldige nåde – Guds herlige majestet".
Mittemot kyrkan på andra sidan vägen finns ett församlingshem.

## Interiörbilder

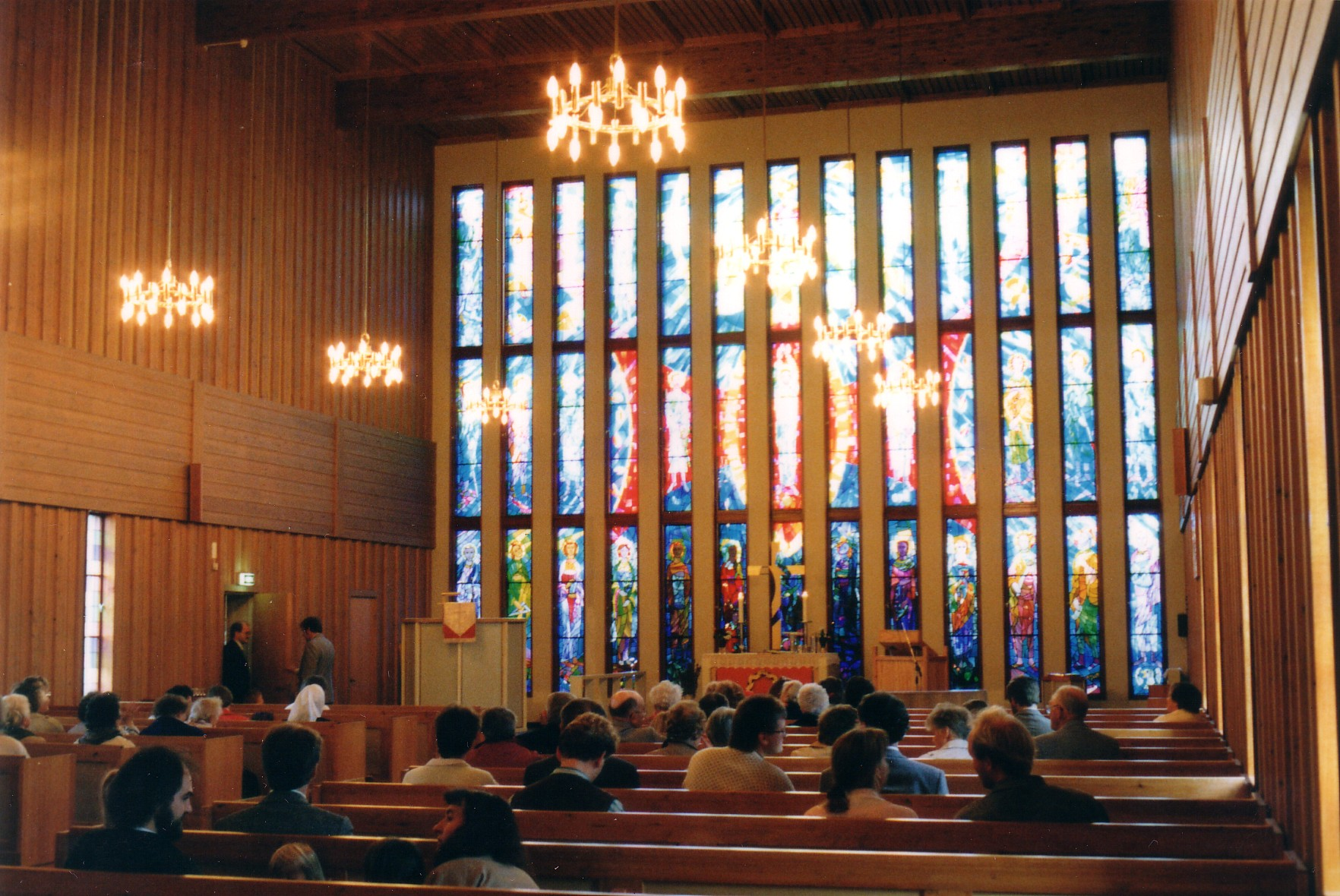
Kyrkorum.
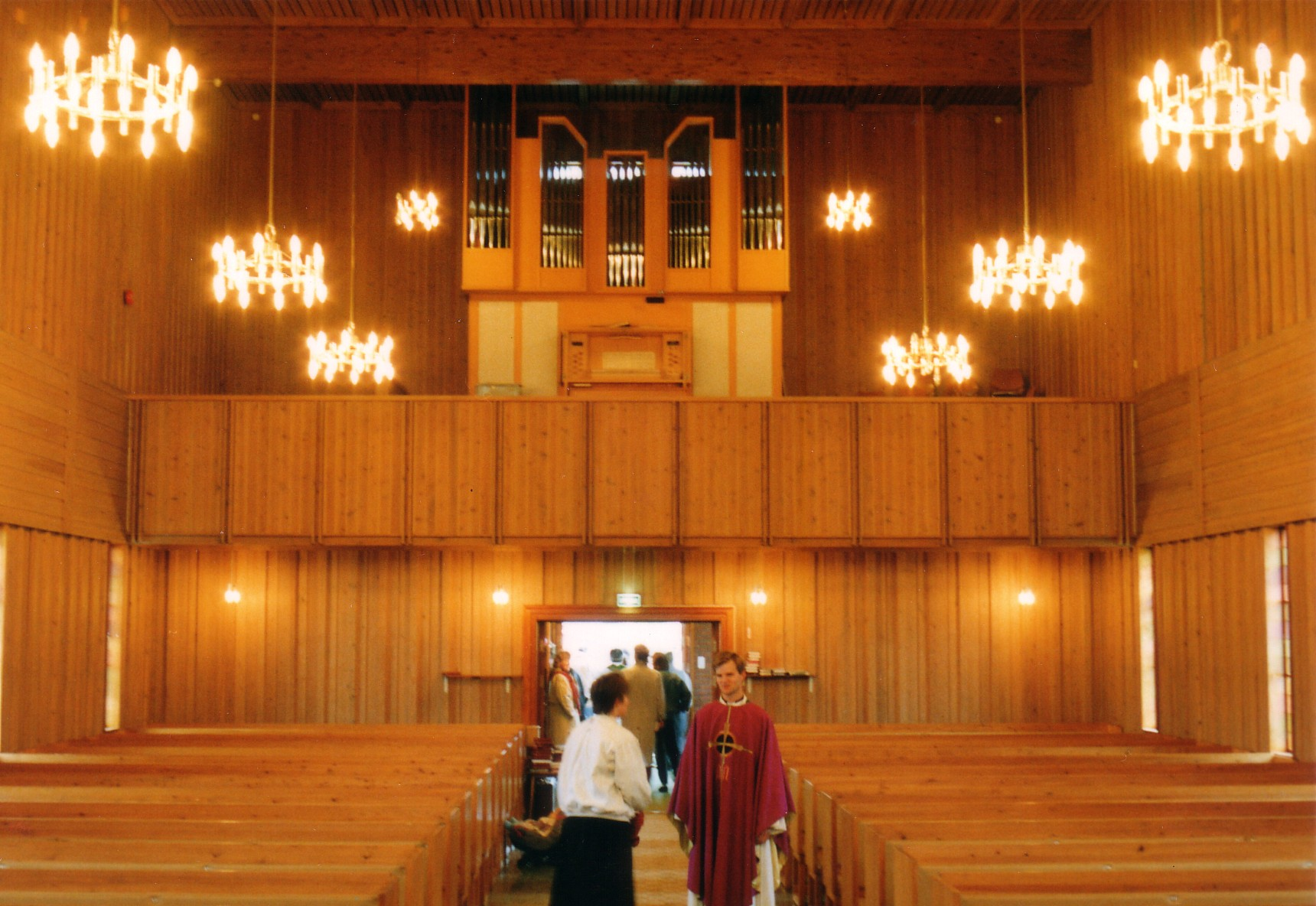
Kyrkorum mot orgelläktare.